# مشيخة عموم المقارئ المصرية
مشيخة عموم المقارئ المصرية هي جهة حكومية مصرية تابعة لوزارة الأوقاف، أنشأت سنة 1860، وهي المسئولة ما يقرب من 12 ألف مقرأة داخل مصر، بما فيها المساجد الكبرى في جميع المحافظات.

## وظيفة شيخ عموم المقارئ المصرية
تنقسم مهنة شيخ عموم المقارئ إلى شقين: الشق الأول هو إداري يختص ويهتم بشئون جميع المقارئ من ناحية المتابعة لتلاوة القرآن الكريم عامة، ومن ناحية المرور على المقارئ في جميع المساجد في مصر نحو 4 مرات شهريا، مرتان منها داخل القاهرة، ومرتان في المحافظات الأخرى، وذلك لإثبات بدء القراءة من شيخ المقرأة مراعيا للرواية التي يقرأ بها، وكذلك أعضاء المقرأة بعده، إن كان يقرأ لحفص وحده، أو لأي رواية من الروايات العشرين.
أما الشق الثاني للوظيفة، فهو الشق الديني والروحاني، ويتمثل في الاهتمام والمحافظة على مكانة أهل القرآن بين الناس، فمن خلال المقارئ المنتشرة في ربوع مصر تتم المحافظة على دقة نقل الروايات المتواترة بالسند الصحيح عن رسول الله صلى الله عليه وسلم، عن الله تعالى، وعلى الإجمال فإن مهنة شيخ العموم تكليفية تشريفية؛ لأنها تتعلق بأهم كتاب للمسلمين وهو القرآن الكريم.

### مقرأة الجامع الازهر
يوجد للجامع الأزهر مقرأتين الأولى تكون يوم الأحد بعد صلاة العصر مباشرة، والثانية تكون قبل صلاة الجمعة، وهى التي أنشأها شيخ الأزهر عبد الحليم محمود، و شيخ المقرأتين هو عبدالحكيم عبداللطيف وظل شيخا للمقرأتين لمدة أربعين عاما.

## شيوخ المقارئ المصرية
1. عبد الرحمن بن أحمد البغدادي (شيخ قراء مصر).
2. محمد بن أحمد الصائغ (شيخ قراء مصر).
3. عبد الرحمن بن شحاذة اليمني (شيخ قراء مصر).
4. محمد بن قاسم البقري (شيخ قراء مصر).
5. عبد الرحمن بن حسن بن عمر الأجهوري (شيخ قراء مصر).
6. إبراهيم العبيدي (شيخ قراء مصر).
7. أحمد المرزوقي (شيخ قراء مصر).
8. أحمد محمد سلمونة (شيخ قراء مصر).
9. محمد أحمد المتولي (شيخ قراء مصر).
10. محمد خلف الحسيني الحداد (شيخ قراء مصر).[2][3]
11. علي محمد الضباع (شيخ قراء مصر).[2][4]
12. محمود خليل الحصري.[2][5]
13. عامر السيد عثمان.[2][6]
14. رزق خليل حبة.[2][7]
15. أحمد عيسى المعصراوي.[2]
16. عبد الحكيم عبد اللطيف.[8][9]
17. محمد صالح حشاد (8 يونيو 2017 - الآن).[10]